# КРЭС (Кривой Рог)
КРЭС — исторический район, жилой массив в Покровском районе города Кривой Рог Днепропетровской области.

## История
Заложен в конце 1920-х годов как посёлок работников Криворожской районной электростанции.
Пострадал во время Великой Отечественной войны. Отстроен в 1950-е годы. Развитие получил в 1950—1960-х годах. 

## Характеристика
Расположен в центрально-западной части Покровского района на правом берегу реки Саксагань.
Состоит из 13 улиц, на которых проживает 9 тысяч человек.
Располагаются Крэсовское водохранилище, памятник воинам спецотряда, спасшим дамбу Криворожской электростанции, театр музыкально-пластических искусств «Академия движения».